# 瓦莲京娜·谢罗娃
瓦连京娜·瓦西里耶芙娜·谢罗娃（俄语：Валентина Васильевна Серова，1917年12月23日—1975年12月12日），乌克兰哈爾科夫人，苏联电影和舞台剧女演員。

## 生平
1917年12月23日生于哈爾科夫（一说1919年2月10日），婚前姓波洛维科娃。1938年与蘇聯空軍将领阿纳托利·谢罗夫结婚，然而一年后，谢罗夫在一场试飞事故中遇难。
1939年，她在电影《脾气暴躁的女孩》中饰演女主角，大获成功。1943年与作家康斯坦丁·西蒙诺夫结婚。1946年获俄罗斯苏维埃联邦社会主义共和国功勋艺术家荣誉称号。西蒙诺夫后来为她写了不少情诗。但是，她在当时被传出与罗科索夫斯基有婚外情。这一消息尚未被证实。
1957年与西蒙诺夫离婚，1975年在莫斯科去世。

## 主要参演电影
| 年份 | 电影           | 饰演                   | 获奖               |
| ---- | -------------- | ---------------------- | ------------------ |
| 1934 | 《严格的青年》 | 丽莎                   |                    |
| 1943 | 《等我》       | 丽莎                   |                    |
| 1946 | 《格林卡》     | 伊万诺娃（格林卡之妻） | 斯大林奖（二等奖） |
| 1956 | 《坚守要塞》   | 玛莎                   |                    |